# Kamil Rybicki
Kamil Rybicki (ur. 4 września 1996 w Sochaczewie) – polski zapaśnik startujący w stylu wolnym, mistrz i reprezentant Polski, olimpijczyk z Tokio (2021).

## Życiorys
Jest zawodnikiem LKS Mazowsze Teresin.
W 2014 został brązowym medalistą mistrzostw Europy juniorów w kategorii 66 kg. Reprezentował Polskę na mistrzostwach świata seniorów w 2019, na których w kategorii 74 kg zajął pierwotnie 7. miejsce, ale po dyskwalifikacji Zelimkhana Khadjieva przesunął się na miejsce szóste, zdobywając dzięki temu kwalifikację olimpijską dla Polski na igrzyska olimpijskie w Tokio. W 2021 wystąpił w kategorii 74 kg na mistrzostwach Europy seniorów, zajmując 15. miejsce, a następnie na igrzyskach olimpijskich w Tokio, zajmując 13. miejsce.
W 2019 został mistrzem Polski seniorów w kategorii 79 kg, w 2021 mistrzem Polski seniorów w kategorii 74 kg.